# Радмило Богдановић
Радмило Богдановић (Кончарево, 7. октобар 1934 — Београд, 25. октобар 2014) био је српски политичар. Богдановић је био високи функционер Социјалистичке партије Србије и министар унутрашњих послова у време великих антивладиних демонстрација 1991. године, када је и поднео оставку.

## Биографија
Завршио је основну школу и гимназију у родном месту, а потом и Учитељску школу. Филозофски факултет у Београду завршио је ванредно 1976. године. Дипломирао је са тезом "Васпитно-образовни рад у установама за малолетнике".
Био је члан Савеза комуниста Југославије (СКЈ) од 1952. године. У периоду од 1952. до 1961. радио је као учитељ у Врановцу и наставник у Багрдану близу Светозарева, како се тада звала Јагодина, а након тога до 1966. био је председник ОК ШО Светозарево и организациони секретар ОК СК Светозарево.
На место начелника Секретаријата унутрашњих послова Светозарево дошао је 1966. и остао два мандата до избора за председника Скупштине општине Светозарево 1974. године. Ову дужност обављао је до 1981. године. У јулу 1975. је изабран за потпредседника Скупштине Међуопштинске регионалне заједнице Шумадије и Поморавља.
Начелник управе у Републичком секретаријату унутрашњих послова Србије био је од 1981. до 1983. године, а потом пет година заменик Републичког секретара за народну одбрану Србије.
Од децембра 1989. био је члан Извршног већа Скупштине Србије у четворогодишњем мандату и Републички секретар за унутрашње послове.
Фебруара 1991. године изабран је за Секретара за унутрашње послове Републике Србије. Током протеста 1991. демонстранти су од другог дана демонстрација захтевали и оставку Радмила Богдановића са места министра због непримерене употребе силе. Истог дана на конференцији за новинаре у Влади Србије, Богдановић изјављује: „Не осећам се кривим и не мислим о оставци”.
На тој дужности остао је до 30. маја те године, када је под притиском јавности поднео оставку.
Након тога био је председник Одбора за везе са Србима ван Србије, а од 3. фебруара 1993. године потпредседник Већа република Скупштине Савезне Републике Југославије и председник Одбора за одбрану и безбедност у Скупштини СРЈ.
Био је на списку личности из окружења председника СРЈ Слободана Милошевића којима је забрањен улазак у земље Европске уније.
Председавао је у Управним одборима Југоекспорта и Фондације Капетан Драган, био је члан Управе ФК Црвена звезда, а биран је и за члана Савета Универзитета у Крагујевцу.
Одликован је Орденом рада са сребрним венцем 1971, Орденом заслуга за народ са сребрним зрацима 1979. и Плакетом безбедности 1981. године.
Живео је у Београду као пензионер са супругом Живком, наставницом.
Умро је 25. октобра 2014. године на Војномедицинској академији (ВМА) у Београду. Сахрањен је 27. октобра на Градском гробљу у Јагодини.